# Ismail Rashid Ismail
Ismail Rashid Ismail (27 de outubro de 1972) é um ex-futebolista profissional emiratense, que atuava como defensor.

## Carreira
Ismail Rashid Ismail se profissionalizou no Al Wasl FC.

## Seleção
Ismail Rashid Ismail integrou a Seleção Emiratense de Futebol na Copa das Confederações de 1997.

## Títulos
Emirados Árabes Unidos
- Copa da Ásia de 1996: 2º Lugar